# Йоганн Єбсен
Йоганн Єбсен (нім. Johann Jebsen; 21 квітня 1916, Пельворм — 23 вересня 1944, Малаккська протока) — німецький офіцер-підводник, капітан-лейтенант крігсмаріне. Кавалер Німецького хреста в золоті.

## Біографія
5 квітня 1935 року вступив на флот. З жовтня 1938 року — 2-й вахтовий офіцер на підводному човні U-39. З липня 1939 по квітень 1940 року — 1-й вахтовий офіцер на U-20, з 30 травня 1940 року — на U-123. В січні-березні 1941 року пройшов курс командира човна. З 10 квітня 1941 по 17 березня 1942 року — командир U-565, на якому здійснив 4 походи (разом 176 днів у морі). З квітня 1942 року служив в 29-й флотилії. З жовтня 1942 по червень 1943 року — інструктор з тактики AGRU-фронту. З 8 липня 1943 року — командир U-859. 8 квітня 1944 року вийшов у свій останній похід. 23 вересня 1944 року U-859 був потоплений в Малаккській протоці поблизу Пінангу (05°46′ пн. ш. 100°04′ сх. д.) торпедами британського підводного човна «Треншант». 20 членів екіпажу були врятовані, 47 (включаючи Єбсена) загинули.

## Звання
- Кандидат в офіцери (5 квітня 1935)
- Морський кадет (25 вересня 1935)
- Фенріх-цур-зее (1 липня 1936)
- Оберфенріх-цур-зее (1 січня 1938)
- Лейтенант-цур-зее (1 квітня 1938)
- Оберлейтенант-цур-зее (1 жовтня 1939)
- Капітан-лейтенант (1 липня 1942)

## Нагороди
- Медаль «За вислугу років у Вермахті» 4-го класу (4 роки)
- Залізний хрест 2-го і 1-го класу
- Нагрудний знак підводника
- Німецький хрест в золоті (19 вересня 1944)